# Локалита Мадона дел'Асунта (Потенца)
Локалита Мадона дел'Асунта (итал. Località Madonna dell'Assunta) је насеље у Италији у округу Потенца, региону Базиликата.
Према процени из 2011. у насељу је живело 82 становника. Насеље се налази на надморској висини од 500 м.